# أورورو
أورورو (oruru) هي مدينة بوليفية تقع على جبال الأنديز. يبلغ عدد سكاها 215 ألف و 660 نسمة (حسب إحصاء 2001م). تقع في غرب وسط البلاد وتقع على ارتفاع 3710 متر عن سطح البحر. وهي عاصمة إدارة أورورو. تشتهر بكرنفال أورورو السنوي.

## المناخ
يظهر الجدول التالي التغييرات المناخية على مدار السنة لأورورو:
| البيانات المناخية لـأورورو        | البيانات المناخية لـأورورو | البيانات المناخية لـأورورو | البيانات المناخية لـأورورو | البيانات المناخية لـأورورو | البيانات المناخية لـأورورو | البيانات المناخية لـأورورو | البيانات المناخية لـأورورو | البيانات المناخية لـأورورو | البيانات المناخية لـأورورو | البيانات المناخية لـأورورو | البيانات المناخية لـأورورو | البيانات المناخية لـأورورو | البيانات المناخية لـأورورو |
| الشهر                             | يناير                      | فبراير                     | مارس                       | أبريل                      | مايو                       | يونيو                      | يوليو                      | أغسطس                      | سبتمبر                     | أكتوبر                     | نوفمبر                     | ديسمبر                     | المعدل السنوي              |
| --------------------------------- | -------------------------- | -------------------------- | -------------------------- | -------------------------- | -------------------------- | -------------------------- | -------------------------- | -------------------------- | -------------------------- | -------------------------- | -------------------------- | -------------------------- | -------------------------- |
| متوسط درجة الحرارة الكبرى °م (°ف) | 16 (61)                    | 15 (59)                    | 16 (61)                    | 16 (61)                    | 16 (61)                    | 15 (59)                    | 15 (59)                    | 16 (61)                    | 17 (63)                    | 19 (66)                    | 19 (66)                    | 17 (63)                    | 16 (62)                    |
| متوسط درجة الحرارة الصغرى °م (°ف) | 3 (37)                     | 2 (36)                     | 2 (36)                     | 0 (32)                     | −3 (27)                    | −6 (21)                    | −5 (23)                    | −4 (25)                    | −1 (30)                    | 0 (32)                     | 2 (36)                     | 3 (37)                     | −1 (31)                    |
| الهطول مم (إنش)                   | 94 (3.7)                   | 84 (3.3)                   | 51 (2.0)                   | 15 (0.6)                   | 5.1 (0.2)                  | 2.5 (0.1)                  | 2.5 (0.1)                  | 10 (0.4)                   | 15 (0.6)                   | 15 (0.6)                   | 33 (1.3)                   | 64 (2.5)                   | 391.1 (15.4)               |
| المصدر: Weatherbase               |                            |                            |                            |                            |                            |                            |                            |                            |                            |                            |                            |                            |                            |

## أعلام
- خيسوس خوسيه
- دانيال جاي كرولي
- خيسوس بيرموديز
- إيفو مورالس
- إروين سافيدرا
- فرانسيسكو رويز لوزانو